# Jitender
Jitender (ur. 22 listopada 1993) – indyjski zapaśnik walczący w stylu wolnym. Zajął ósme miejsce na mistrzostwach świata w 2019. Wicemistrz Azji w 2020 i piąty w 2016. Złoty medalista mistrzostw Wspólnoty Narodów w 2016 i 2017. Ósmy w Pucharze Świata w 2017 roku.